# Hibiscus caesius
Hibiscus caesius är en malvaväxtart som beskrevs av Christian August Friedrich Garcke. Hibiscus caesius ingår i Hibiskussläktet som ingår i familjen malvaväxter. Utöver nominatformen finns också underarten H. c. micropetala.

## Bildgalleri

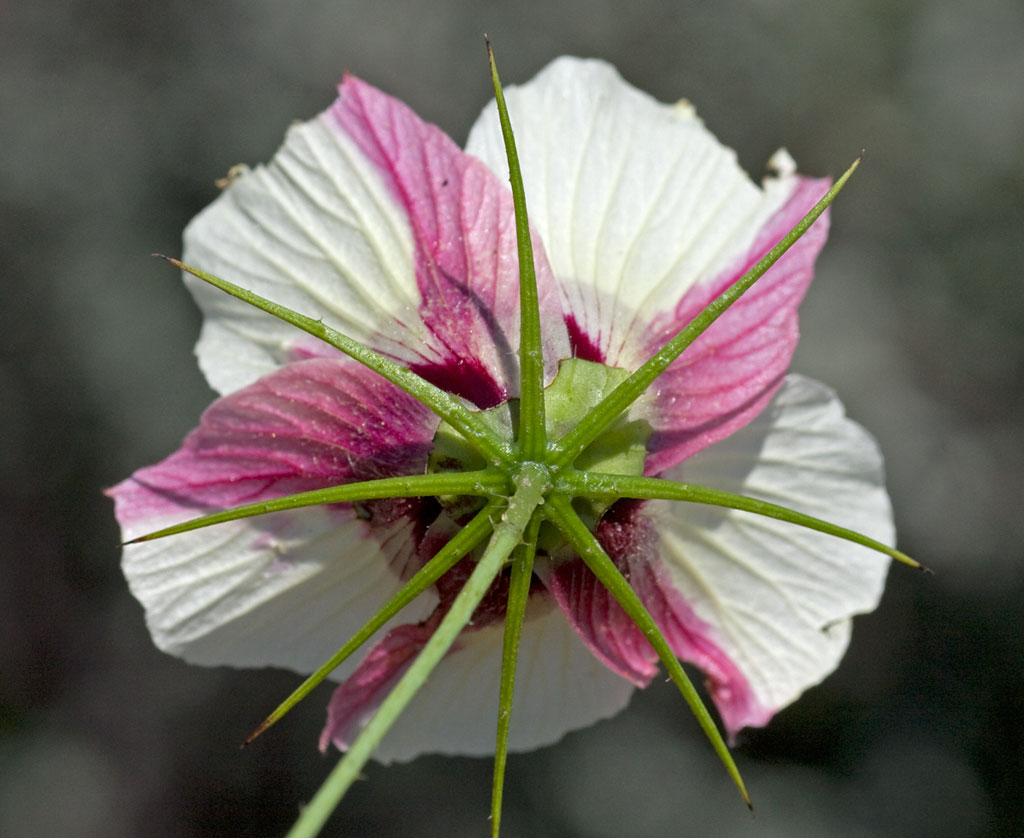
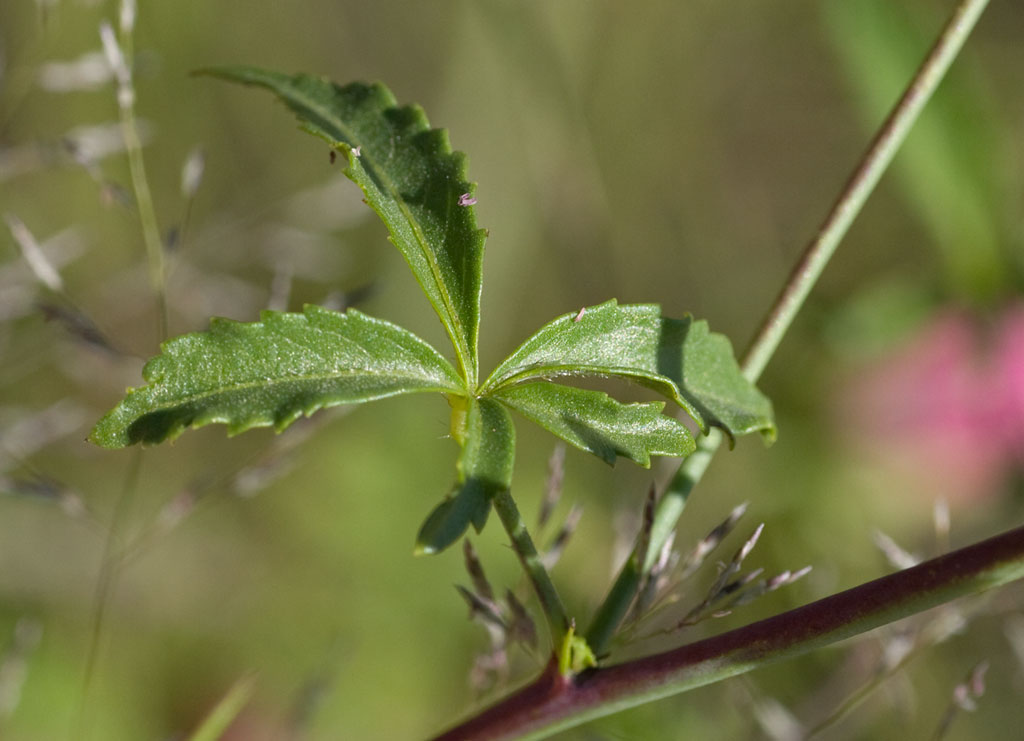